# ایمان محمدی
ایمان محمدی (زاده ۱۲ شهریور ۱۳۸۱ در ایذه) کشتی‌گیر فرنگی‌کار ایرانی است.
از افتخارات وی می‌توان به کسب مدال طلا مسابقات قهرمانی کشتی آسیا ۲۰۲۳ و دو مدال برنز مسابقات قهرمانی کشتی آسیا ۲۰۲۲ و مسابقات قهرمانی کشتی آسیا ۲۰۲۴ اشاره کرد.

## فعالیت حرفه‌ای ورزشی

### قهرمانی آسیا ۲۰۲۲
در وزن ۶۳ کیلوگرم ایمان محمدی در دور نخست با نتیجه ۱۲ بر ۴ بالجینیام دامجین از مغولستان را مغلوب کرد. وی در دور بعد مقابل کنسوکه شیمیزو دارنده مدال برنز جهان از ژاپن با نتیجه ۲ بر صفر به پیروزی دست یافت و راهی مرحله نیمه نهایی شد. محمدی در این مرحله مقابل میرامبک آیناگولوف دارنده مدال نقره و برنز جهان از قزاقستان با نتیجه ۱۴ بر ۳ مغلوب شد و به دیدار رده بندی رفت. و با توجه به حضور نیافتن احمد النکدالی از سوریه، به مدال برنز این وزن دست یافت.

### زیر ۲۳ سال جهان ۲۰۲۲
در وزن ۶۳ کیلوگرم ایمان محمدی پس از استراحت در دور نخست در دور دوم با نتیجه ۶ بر یک احمد باقدودا از مصر را شکست داد و راهی مرحله یک چهارم نهایی شد. وی در این مرحله مقابل ریوتو ایکدا از ژاپن با نتیجه ۷ بر یک پیروز شد و به مرحله نیمه نهایی راه یافت. محمدی در این مرحله توانست با نتیجه ۵ بر یک ضیا باباشوف از جمهوری آذربایجان را مغلوب کند و به دیدار فینال راه یابد. نماینده ایذه‌ای تیم ملی در دیدار فینال با نتیجه ۸ بر صفر گئورگی شوتادزه از گرجستان را از پیش رو برداشت و صاحب مدال طلا شد.

### قهرمانی آسیا ۲۰۲۳
در وزن ۶۳ کیلوگرم ایمان محمدی پس از استراحت در دور اول، در دور دوم و در مرحله یک چهارم نهایی با نتیجه ۹ بر صفر نیراج چیکارا از هند را مغلوب کرد و به مرحله نیمه نهایی راه یافت. وی در این مرحله مقابل جین سئوب سونگ از کره جنوبی با نتیجه ۹ بر صفر پیروز شد و به دیدار فینال راه یافت. محمدی در دیدار نهایی شرمحمد شریبجانوف از ازبکستان را با نتیجه ۹ بر صفر شکست داد و به مدال طلا دست یافت.

### قهرمانی جهان ۲۰۲۳
در وزن ۶۳ کیلوگرم ایمان محمدی پس از استراحت در دور نخست، در دور دوم با نتیجه ۱۲ بر ۲ مغلوب گئورگی تیبیلوف از صربستان شد و با توجه به شکست حریفش در مرحله نیمه نهایی، نماینده کشورمان از دور رقابت ها کنار رفت.

### قهرمانی آسیا ۲۰۲۴
در وزن ۶۳ کیلوگرم ایمان محمدی پس از استراحت در دور اول، در دور دوم با نتیجه ۹ بر صفر کرار البیدهان از عراق را شکست داد. وی در دور بعد و در مرحله نیمه نهایی با نتیجه ۱۰ بر ۴ مغلوب آیاتا سوزوکی از ژاپن شد و به دیدار رده بندی رفت. محمدی در این دیدار با نتیجه ۱۰ بر صفر هادونگ تان از چین را مغلوب کرد و به مدال برنز رسید.

### قهرمانی جهان ۲۰۲۴
در وزن ۶۳ کیلوگرم ایمان محمدی پس از استراحت در دور اول، در دور دوم با نتیجه ۸ بر صفر دستان قدیروف از قرقیزستان را شکست داد و راهی مرحله یک چهارم نهایی شد. وی در این مرحله با نتیجه ۲ بر ۲ مقابل سادیک لالایف از روسیه شکست خورد و با توجه به شکست این کشتی گیر در مرحله بعد از دور رقابت‌ها کنار رفت.